# Cooperación y política árticas

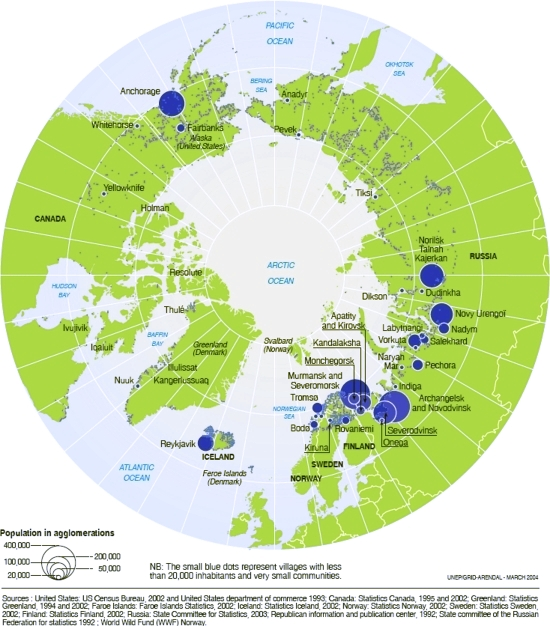
Mapa de población del Ártico.

La cooperación y la política árticas se coordinan parcialmente a través del Consejo Ártico, compuesto por las ocho naciones árticas: los Estados Unidos de América, Canadá, Islandia, Noruega, Suecia, Finlandia, Rusia y Dinamarca con Groenlandia y las Islas Feroe. El poder gubernamental dominante en la política ártica reside en las oficinas ejecutivas, los órganos legislativos y las agencias de ejecución de las ocho naciones árticas y, en menor medida, de otras naciones, como el Reino Unido, Alemania, la Unión Europea y China. Las ONG y el mundo académico desempeñan un papel importante en la política ártica. También son importantes los organismos intergubernamentales como las Naciones Unidas (especialmente en lo que se refiere al Tratado del Derecho del Mar) y la OTAN.
Aunque las prioridades de la política del Ártico difieren, cada nación del Ártico está preocupada por la soberanía y la defensa, el desarrollo de recursos, las rutas de navegación y la protección del medio ambiente. A pesar de que varias disputas sobre límites y recursos en el Ártico siguen sin resolverse, existe una notable conformidad de las directivas políticas declaradas entre las naciones árticas y un amplio consenso hacia la paz y la cooperación en la región. Los obstáculos que quedan incluyen la no ratificación de la CONVEMAR por parte de Estados Unidos y la armonización de todas las reclamaciones territoriales de la CONVEMAR (más notablemente reclamaciones de plataforma continental extendidas a lo largo de la Cordillera Lomonosov); la disputa sobre el Paso del Noroeste; y la obtención de acuerdos sobre regulaciones relacionadas con el transporte marítimo, el turismo y el desarrollo de recursos en las aguas del Ártico.
Los miembros del Consejo Ártico son las ocho naciones árticas y las organizaciones que representan a seis poblaciones indígenas. Opera sobre una base de consenso, principalmente tratando con tratados ambientales y sin abordar disputas sobre límites o recursos. A pesar de ello el Acuerdo de búsqueda y rescate del Ártico se firmó en mayo de 2011, siendo el primer documento vinculante del Consejo. Se ha propuesto un Consejo Ártico más sólido con poder de toma de decisiones sobre los recursos panárticos y otras cuestiones.

## Organizaciones cooperativas Circum-Árticas

### El Consejo Ártico

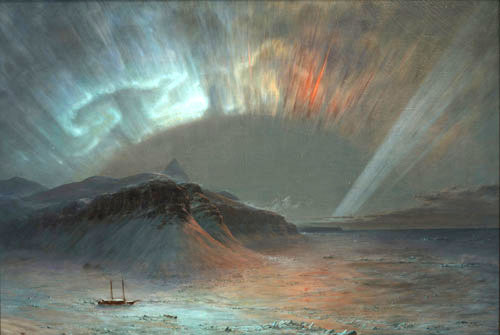
Aurora Borealis, Obra de Frederic Church, 1865.

Los miembros incluyen las ocho naciones árticas: Canadá, Dinamarca, Finlandia, Islandia, Noruega, Rusia, Suecia y Estados Unidos. En 2021, seis comunidades indígenas del Ártico tienen estatus de Participante Permanente. Estos grupos están representados por:
- Consejo Circumpolar Inuit (ICC), que representa a los 180 000 inuit que viven en los Estados Unidos, Canadá, Groenlandia y Rusia.[3]
- Consejo Internacional de Gwich'in (GCI), que representa a 9000 gwich'in del norte de Canadá y Alaska.[4]
- Asociación Internacional Aleutiana (AIA), que representa a 15 000 aleutas de Rusia y Estados Unidos (Alaska).[5]
- Consejo Saami, que representa a más de 100 000 samis de Finlandia, Noruega, Rusia y Suecia.[6]
- Consejo Ártico Atabasco (AAC), que representa a 45 000 atabascas del norte de Canadá y Alaska.[7]
- Asociación Rusa de Pueblos Indígenas del Norte (RAIPON), que representa a unas 250 000 personas de diversos pueblos indígenas.[8]

El Consejo Ártico desarrolla sus acciones a través de distintos grupos de trabajo.
- Programa de evaluación y seguimiento del Ártico (AMAP).[9]
- Conservación de la flora y fauna árticas (CAFF).[10] (CAFF)
- Prevención, preparación y respuesta ante emergencias (EPPR).[11]
- Protección del medio marino del Ártico (PAME).[12]
- Grupo de trabajo sobre desarrollo sostenible (SDWG).[13]
- Programa de acción sobre contaminantes del Ártico (ACAP).[14]

En Tromsø, Noruega, el 29 de abril de 2009, los ministros del Consejo Ártico aprobaron un grupo de trabajo para crear un instrumento internacional de búsqueda y salvamento (SAR) para el Ártico para la siguiente reunión de 2011. En Nuuk, Groenlandia, el 12 de mayo de 2011, los ministros firmaron un acuerdo de Búsqueda y Rescate, el primer tratado del Consejo Ártico sujeto a la ley.
En la Reunión Ministerial del Consejo del Ártico el 24 de abril de 2015, se creó un Grupo de Trabajo sobre Cooperación Marina del Ártico para considerar las necesidades futuras de cooperación en cuestiones marinas.

### Conferencia de Parlamentarios de la Región Ártica (CPAR)
CPAR es un organismo parlamentario compuesto por delegaciones designadas por los parlamentos nacionales de los estados árticos (Canadá, Dinamarca, Finlandia, Islandia, Noruega, Rusia, Suecia y los Estados Unidos) y el Parlamento Europeo. La conferencia también incluye grupos de pueblos indígenas como participantes permanentes y observadores. La conferencia se reúne cada dos años, la última en Oslo el 7 de junio de 2010. Entre conferencias, la cooperación parlamentaria del Ártico la lleva a cabo un Comité Permanente de Parlamentarios de la Región del Ártico que inició sus actividades en 1994.

### Los cinco estados costeros del Océano Ártico (grupo informal)
Los ministros de Relaciones Exteriores de los cinco estados costeros del Océano Ártico (Rusia, EE. UU., Canadá, Noruega y Dinamarca (Groenlandia)) se reunieron:
- 27 al 29 de mayo de 2008 en Groenlandia: Declaración de Ilulissat. (Esta reunión se conoce como la Conferencia del Océano Ártico).[17]
- 29 de marzo de 2010 en Chelsea, Canadá.[18]

### Organización Marítima Internacional
La Organización Marítima Internacional (OMI) se estableció en 1948 para desarrollar y mantener un marco regulatorio integral para el transporte marítimo. La OMI pasó años negociando un Código Ártico para el transporte marítimo, pero finalmente rebajó el Código a un conjunto de Directrices voluntarias para buques que operan en aguas árticas cubiertas de hielo (adoptadas en 2002). Las Directrices proporcionan normas uniformes de seguridad, prevención de la contaminación y protección para los transportistas marítimos.

### La Asociación Mundial de Ciudades de Invierno para Alcaldes
La Asociación Mundial de Alcaldes de Ciudades de Invierno (WWCAM, por sus siglas en inglés) es una red internacional de ciudades de invierno que se reúnen para discutir tecnologías, experiencias e implicaciones invernales de la planificación urbana bajo la filosofía rectora de "El invierno es un recurso y un activo". La Asociación, anteriormente conocida como Conferencia Interurbana de Alcaldes del Norte, fue fundada en 1981 por la ciudad de Sapporo, Japón. A partir de abril 2012, 19 ciudades de 9 países participan como miembros. La decimoséptima conferencia se realizó en Sapporo en 2016.

## Organizaciones Cooperativas Regionales del Ártico

### El Consejo Nórdico
El Consejo Nórdico es el organismo interparlamentario nórdico, mientras que el Consejo Nórdico de Ministros es el organismo intergubernamental. Los miembros incluyen a Dinamarca, Finlandia, Islandia, Noruega, Suecia y los territorios autónomos de las Islas Åland (Finlandia), las Islas Feroe (Dinamarca) y Groenlandia (Dinamarca).

### Consejo Euroártico de Barents
El Consejo Euroártico de Barents (BEAC) es el foro para la cooperación intergubernamental en la Región de Barents establecido en 1993 para "dar impulso a la cooperación existente y considerar nuevas iniciativas y propuestas". Los miembros incluyen a Rusia, Noruega, Dinamarca, Islandia, Finlandia, Suecia y la Comisión de las Comunidades Europeas.

### Región Económica del Noroeste del Pacífico: Caucus Ártico
El Caucus Ártico de la Región Económica del Noroeste del Pacífico (PNWER) se formó informalmente en noviembre de 2010 como una alianza flexible entre Alaska y los Territorios Canadienses de los Territorios del Noroeste y el Yukón. Entre los miembros se incluyen legisladores, funcionarios gubernamentales, líderes empresariales y de entidades sin fines de lucro. El Caucus se reunió en diciembre de 2010 en Barrow, Alaska; en Portland, en Oregón en julio de 2011 y en Yellowknife, Territorios del Noroeste, en agosto de 2011.

### El Foro del Norte
El Foro del Norte es una organización internacional sin fines de lucro compuesta por gobiernos subnacionales o regionales de ocho países del norte. La misión del Foro es mejorar la calidad de vida de los pueblos del Norte mediante el uso de redes de liderazgo para abordar problemas comunes y apoyar el desarrollo sostenible y las iniciativas socioeconómicas cooperativas.

### La Coalición Juvenil del Ártico
La Coalición Juvenil del Ártico es una organización juvenil internacional sin ánimos de lucro que se creó para cerrar la brecha entre los jóvenes que viven en todas partes del Ártico. El YAC tiene miembros en los ocho estados del Ártico y cuenta con el apoyo de jóvenes, organizaciones y gobiernos de todo el mundo. En 2014, el YAC organizó su conferencia inaugural en Ottawa, reuniendo a más de 200 jóvenes de todo el Ártico.

## Políticas árticas de algunas naciones

### Estados Unidos de América (Alaska)
Los principales objetivos de la política estadounidense para el Ártico son: La seguridad nacional; la protección del medio ambiente y la fauna del Ártico; la garantía de que el desarrollo económico sea sostenible desde el punto de vista medioambiental; el fortalecimiento de las instituciones de cooperación entre las ocho naciones del Ártico; la inclusión de las comunidades indígenas del Ártico en las decisiones; y la mejora de la vigilancia y la investigación científicas.
El 9 de enero de 2009, el presidente Bush firmó la Directiva Presidencial de Seguridad Nacional (NSPD)-66 sobre la Política de la Región Ártica, un esfuerzo de colaboración que reemplazaba la directiva de política del Ártico de la era Clinton. NSPD-66 fue más tarde el libro de política activa del Ártico que siguió la administración de Obama.
El Grupo de Política del Ártico de EE. UU. es un grupo de trabajo interinstitucional federal que comprende aquellas agencias con programas y/o participación en la investigación y el monitoreo, la gestión de la tierra y los recursos naturales, la protección ambiental, la salud humana, el transporte y la formulación de políticas en el Ártico. El APG está presidido por el Departamento de Estado de los EE. UU. y se reúne mensualmente para desarrollar e implementar programas y políticas de los EE. UU. en el Ártico, incluidos aquellos relacionados con las actividades del Consejo Ártico.
La Oficina de Asuntos Oceánicos y Polares (OPA) del Departamento de Estado es parte de la Oficina de Asuntos Oceánicos y Científicos y Ambientales Internacionales (OES) del Departamento de Estado. La OPA es responsable de formular e implementar la política de EE. UU. sobre asuntos internacionales relacionados con los océanos, el Ártico y la Antártida.

### Canadá (NWT, Nunavut y Yukon)
Canadá tiene más masa terrestre en el Ártico que cualquier otro país. El 23 de agosto de 2010, el primer ministro de Canadá, Stephen Harper, dijo que la protección de la soberanía de Canadá sobre sus regiones del norte era su prioridad número uno y "no negociable" en la política del Ártico. Canadá ha realizado inversiones millonarias para la investigación que permita reclamar sus derechos sobre la plataforma continental extendida. Las prioridades políticas de Canadá en el Ártico son: tratar de resolver los problemas de límites; asegurar el reconocimiento internacional de la extensión total de la plataforma continental extendida de Canadá y abordar la gobernanza del Ártico y los problemas emergentes relacionados, como la seguridad pública.

### Noruega
El Instituto Polar Noruego en Tromsø albergará la Secretaría del Consejo Ártico de 2007 a 2013.
- La estrategia del gobierno noruego para el Alto Norte (2.21.07)

### Finlandia
La Estrategia Ártica de Finlandia se publicó el 4 de junio de 2010 y se concentra en siete áreas prioritarias: seguridad, medio ambiente, economía, infraestructura, residentes indígenas del Ártico, instituciones y la Unión Europea.

### Rusia
En 2007, Rusia plantó una bandera en el fondo marino del Océano Ártico debajo del Polo Norte mientras realizaba una investigación para fundamentar su reclamación de una plataforma continental extendida. El establecimiento de la bandera se percibió erróneamente como reclamación de tierras, una reclamación que Canadá y otras naciones árticas reprendieron a pesar de que el gobierno ruso declaró claramente que no se hizo tal reclamación. En 2009, un documento de política del gobierno ruso citó informes occidentales de un potencial conflicto militar sobre los recursos del Ártico. A pesar de haber perdido el 18 por ciento de su población entre 1989 y 2002, el Ártico ruso comprende el 25% de la masa continental de Rusia y todavía contiene el 80 por ciento de los cuatro millones de personas que habitan la región ártica del planeta. La política ártica actual de Rusia está contenida en el documento "Conceptos básicos de la política estatal de la Federación de Rusia para el Ártico hasta 2020 y más allá", firmado el 18 de septiembre de 2008 por el presidente ruso Medvedev. Este documento de política aborda varios problemas relacionados con la protección y el desarrollo de la tierra y las aguas costeras del sector ártico de Rusia.

### Unión Europea
Si se produce la adhesión de Islandia a la Unión Europea, la UE aumentará su influencia en el Ártico y posiblemente obtendrá el estatus de observador permanente en el Consejo Ártico. La política de la Dimensión Septentrional de la Unión Europea, establecida a finales de la década de 1990, tenía por objeto abordar cuestiones relativas a Rusia occidental, así como incrementar la cooperación general entre la UE, Islandia y Noruega. Desde entonces se ha convertido en una asociación multilateral e igualitaria entre la UE, Islandia, Noruega y Rusia. Canadá y Estados Unidos son observadores de la asociación. Tres miembros del Consejo Nórdico se han unido a la UE (Dinamarca en 1973 y Suecia y Finlandia en 1995). La solicitud de la Unión Europea para convertirse en "observador permanente" en el Consejo Ártico fue bloqueada en 2009 por Canadá en respuesta a la prohibición de la Unión Europea sobre la importación de productos derivados de la foca.

### China
El buque de investigación oceanográfica de China, Xuě Lóng, navegó por el Paso del Noroeste en agosto de 2012. China está interesada en los recursos y las rutas marítimas del Ártico y obtuvo la condición de observador permanente en el Consejo Ártico en 2013.

### Corea del Sur
Corea del Sur tiene un rompehielos y está construyendo otro. El país está invirtiendo en infraestructura de GNL cerca de Inuvik, donde se enviará GNL desde el mar de Beaufort y hacia el sur a través del estrecho de Bering.

## Otros tratados y acuerdos árticos

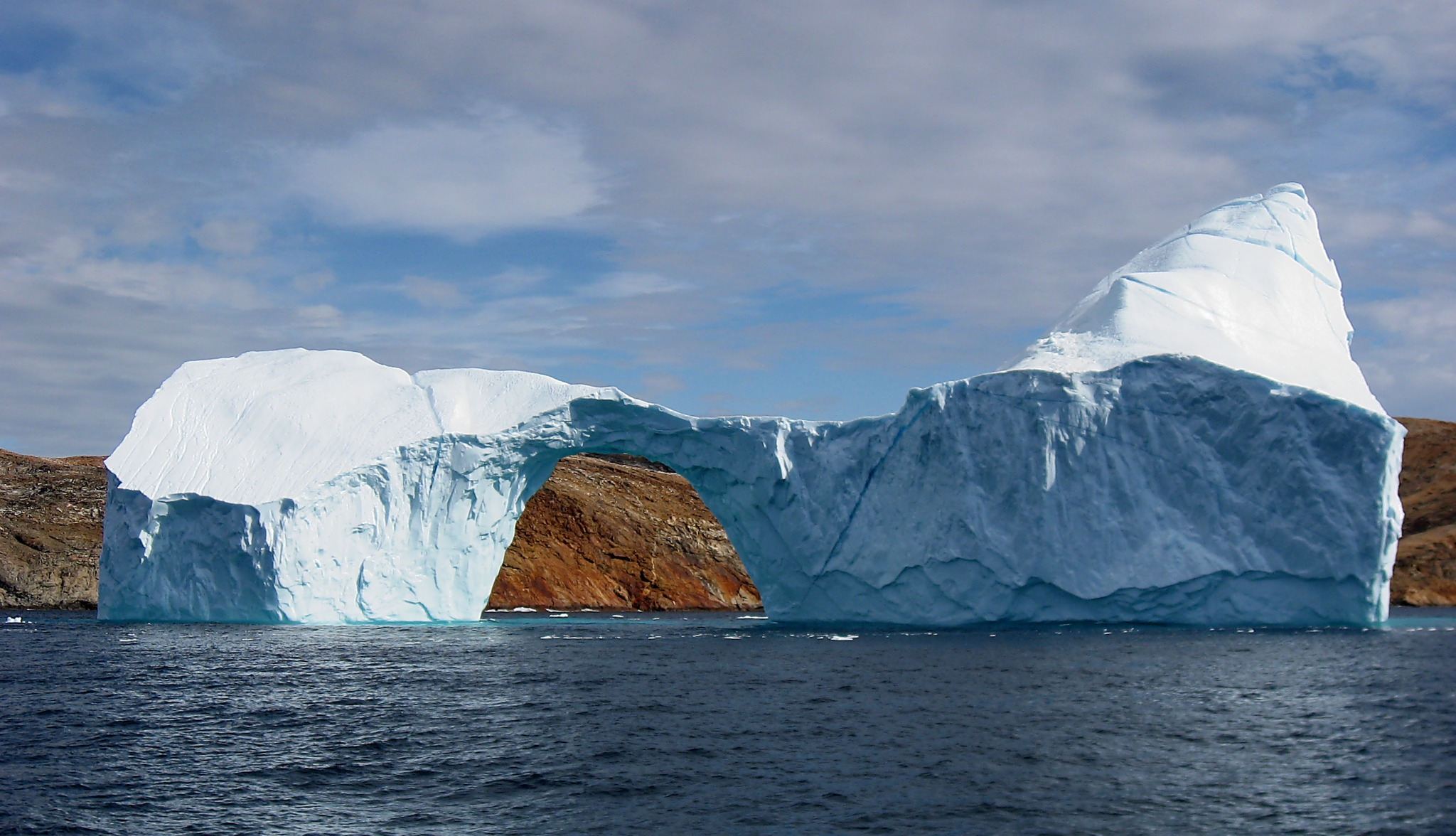
Iceberg entre Langø y Sanderson Hope, al sur de Upernavik, Groenlandia.

Otros tratados que rigen la totalidad o parte de la región del Ártico:
- El Tratado de Svalbard de 1920 entre inicialmente catorce países rige el estado político y económico de Svalbard .
- El Acuerdo de Cooperación Ártica de 1988 entre Estados Unidos y Canadá regula la cooperación bilateral en relación con el Paso del Noroeste, pero no resuelve el desacuerdo entre los dos países sobre el estatus legal del paso.
- El Acuerdo de búsqueda y rescate en el Ártico de 2011, concluido por los Estados miembros del Consejo Ártico, coordina la búsqueda y el rescate en el Ártico.
- El Convenio para la Protección del Medio Marino del Atlántico Nororiental
- El Tratado Fronterizo del Mar de Barents establece la línea de demarcación entre Noruega y Rusia en el Mar de Barents.[34]
- La Comisión Conjunta de Pesca de Noruega y Rusia
- El Acuerdo sobre la Conservación de los Osos Polares

## Reclamaciones territoriales
De acuerdo con la Convención de las Naciones Unidas sobre el Derecho del Mar (UNCLOS), los estados costeros tienen derechos soberanos sobre los recursos en el agua y el lecho marino dentro de una Zona Económica Exclusiva (ZEE) de 200 millas. Sin embargo, el artículo 76 de la Convención permite a los estados ribereños extender sus derechos soberanos hasta 350 millas náuticas desde su costa si pueden probar que las dorsales submarinas del lecho marino del Ártico son una extensión de la propia plataforma continental del país. Las naciones tienen diez años a partir de la ratificación de la UNCLOS para presentar sus reclamos sobre plataformas continentales extendidas.
En 2001, Rusia fue el primer estado del litoral ártico en presentar su reclamación. La Comisión de la Plataforma Continental de la ONU solicitó una declaración revisada con más datos científicos que respaldaran su declaración.

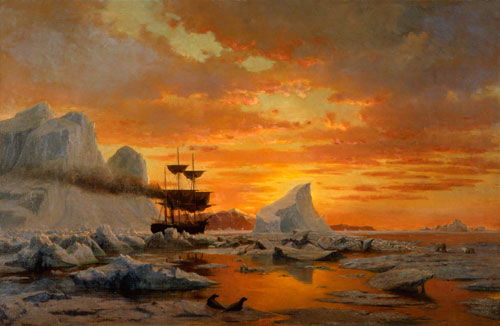
Habitantes del hielo observando a los invasores, William Bradford, 1875.

Dinamarca y Canadá disputan la propiedad de la isla Hans en el estrecho de Nares entre la isla de Ellesmere y Groenlandia.
El 27 de abril de 2010, Noruega y Rusia anunciaron el fin de su disputa de demarcación ártica de 40 años en el Mar de Barents. Se espera un futuro desarrollo energético conjunto.[cita requerida]
Los límites marítimos entre Canadá y Estados Unidos en el mar de Beaufort y entre Canadá y Dinamarca en la bahía de Baffin siguen siendo objeto de controversia.
Dinamarca (Groenlandia), Rusia y Canadá pueden tener reclamos competitivos sobre la plataforma continental extendida sobre Lomonosov Ridge, una cadena montañosa submarina que cruza la cuenca central del Ártico.

## Transportes
El calentamiento global ha tenido un mayor impacto en el hielo marino de verano en el Ártico de lo que se había estimado anteriormente. Según estudios recientes, el Ártico estará prácticamente libre de hielo en verano en algún momento entre 2020 y 2050. Incluso algún artículo afirmaba que sería en 2015 Ningún modelo predice que el hielo marino de invierno desaparezca durante este siglo.
Un Ártico sin hielo tiene importantes consecuencias estratégicas y económicas para el transporte marítimo mundial, ya que los buques podrán atravesar el océano Ártico. Las rutas marítimas transárticas podrían acortar las distancias entre el norte de Europa y el norte de China hasta en 4.000 millas náuticas y reducir los tiempos de envío hasta en dos semanas.

## Recursos naturales del Ártico

### Pesca
Los regímenes pesqueros clave del Ártico incluyen:
- La Comisión Internacional para la Conservación del Atún Atlántico (ICCAT)
- La Comisión Internacional de Halibut del Pacífico (IPHC) bilateral (Canadá y Estados Unidos)
- El Comité Consultivo Intergubernamental (CCI) bilateral (Federación de Rusia y EE. UU.)
- La Organización de Pesca del Atlántico Noroccidental (NAFO)
- La Organización para la Conservación del Salmón del Atlántico Norte (NASCO)
- Comisión de Pesca del Atlántico Nororiental (CPANE)
- La Comisión de Peces Anádromos del Pacífico Norte (NPAFC)
- La Comisión de Pesca de la Federación Noruega-Rusia, y
- El Convenio sobre la Conservación y Gestión de los Recursos de Abadejo en el Mar de Bering Central (CBS)[15]

## Investigación cooperativa del Ártico
En el Ártico distintas entidades desarrollan proyectos de investigación científica. Entre otras:
- Proyecto de muestras de hielo del norte de Groenlandia
- Instituto Scott de Investigación Polar
- Universidad del Ártico
- EISCAT
- Flashline Mars Arctic Research Station
- Instituto de Investigación del Ártico y del Antártico